# Casa Colau (Horta de Sant Joan)
La casa Colau és un edifici d'Horta de Sant Joan (Terra Alta) inclòs a l'Inventari del Patrimoni Arquitectònic de Catalunya.

## Descripció
Construcció que forma part del conjunt d'efificis de la plaça. Consta de planta baixa, pis i golfes. La planta baixa té porxo amb arcades de mig punt rebaixat i apuntades, sobre pilastres de diferent tipologia (rectangular i bisellada, octogonal i rectangular). La darrera de les pilastres té una mènsula de cinc lòbuls que marca una volada considerable. El porxo conserva l'entramat primitiu de fusta que fa de sostre. El primer pis presenta balcons on originàriament hi havia finestres (encara es conserva part de la cornisa que limitava les obertures). També hi ha una petita fornícula tapiada.
El ràfec sota la teulada és fet amb maó, tot definint línies en ziga-zaga i ondulacions. Es poden veure algunes marques d'apuntalament. Fou restaurat el 1981.